# Al-Malih
Al-Malih (tiếng Ả Rập: المالحة) là một ngôi làng Syria nằm ở phó huyện Salamiyah thuộc huyện Salamiyah, Hama. Theo Cục Thống kê Trung ương Syria (CBS), al-Malih có dân số 233 người trong cuộc điều tra dân số năm 2004.